# Shenseea
Shenseea, pseudonimo di Chinsea Linda Lee (Mandeville, 1º ottobre 1996), è una cantante giamaicana, attiva dal 2015 e sotto contratto con VP Records e Interscope Records, nota per le collaborazioni con Sean Paul, Christina Aguilera, Kanye West, Shaggy e Megan Thee Stallion.

## Biografia
Dopo aver debuttato nel 2015, anno in cui si esibisce al Reggae Sumfest, nel 2017 esordisce sul palco principale dell'evento grazie ai singoli pubblicati ed a collaborazioni con artisti come Sean Paul e Yxng Bane. Comincia ad eseguire anche i primi concerti al di fuori della Giamaica. Nello stesso anno apre vari concerti di Sean Paul in Europa. Nel 2018 partecipa al brano Right Moves presente all'interno dell'album di Christina Aguilera Liberation.
Nel 2019 stipula un contratto con Interscope Records, iniziando fra 2019 e 2020 varie collaborazioni con Shaggy, Tyga, Swae Lee, Young Thug. Nel 2021 partecipa all'album di Major Lazer Music is the Weapon (Reloaded) e in quello di Kanye West Donda, Sempre nel 2021 vince un MOBO Award nella categoria miglior artista reggae, prima donna a ricevere tale premio. Inoltre, la collaborazione al disco di West, le ha permesso di essere inserita nella candidatura ai Grammy nella categoria album dell'anno.
Nel gennaio 2022 pubblica il singolo Lick in collaborazione con Megan Thee Stallion e che anticipa l'album Alpha, uscito nel marzo successivo. A Lick fa seguito il singolo R U That, in collaborazione con 21 Savage.
Nello stesso anno viene inserita agli MTV Video Music Award nella lista dei candidati al Push Performance of the Year. A novembre 2022 riceve una candidatura agli MTV Europe Music Award nella sezione miglior artista MTV Push.
Ad inizio 2023 riceve una nomination al NAACP Image Award for Outstanding International Song; ad aprile si è esibita al Coachella Valley Music and Arts Festival.
Il 3 maggio 2024 viene rilasciato il singolo Honey boy in collaborazione con Purple Disco Machine, 
Benjamin Ingrosso e Nile Rodgers il quale ha ottenuto il disco di platino in Svezia  .

## Vita privata
Nel 2015, prima di intraprendere la carriera come cantante, è nato il suo primo figlio.

## Discografia

### Album in studio
- 2022 – Alpha
- 2024 – Never Gets Late Here

### Singoli
- 2016 – Jiggle Jiggle
- 2016 – Loodi (feat. Vybz Kartel)
- 2017 – Reverse
- 2017 – You Lie
- 2017 – Tell Me (feat. Jahmiel)
- 2017 – Nothing Dem Nuh Have Ova Mi
- 2017 – Rolling (feat. Sean Paul)
- 2017 – Parking Spot (feat. Cadenza & Yxng Bane)
- 2017 – Bridgest and Desert (feat. Tommy Lee)
- 2018 – Love I Got for U
- 2018 – Boody Good
- 2018 – Bum Like Bali
- 2018 – Subrosa (Come Closer)
- 2018 – Pon mi
- 2019 – Hard Drive (con Rvssian & Konshens)
- 2019 – Sinners Prayer
- 2019 – Replaceable
- 2019 – Streets Nuh Right
- 2019 – Temptation Overdrive
- 2019 – Blessed (feat. Tyga)
- 2019 – Trick'a Treat
- 2019 – Limited Edition
- 2019 – Foreplay
- 2020 – IDKW (con Rvssian & Swae Lee feat Young Thug)
- 2020 – Potential Man
- 2020 – The Sidechick Song
- 2020 – Bad Habit
- 2020 – Wasabi
- 2020 – Good Comfort
- 2020 – Sure Sure
- 2020 – Bad Alone
- 2020 – Upset (con Chimney Records)
- 2021 – Beat Box (Freestyle) (con SpottedGottem)
- 2021 – Run Run
- 2021 – Be Good
- 2021 – You're the One I Love (con Rvssian)
- 2022 – Dolly
- 2022 – Lick (con Megan Thee Stallion)
- 2022 – R U That (feat. 21 Savage)
- 2022 – Deserve It
- 2023 – Curious
- 2024 – Honey boy (con Purple Disco Machine, Benjamin Ingrosso e Nile Rodgers)

## Riconoscimenti
- MOBO Awards
  - 2021 - Miglior artista reggae[18]